# Linia kolejowa nr 217
Linia kolejowa nr 217 – drugorzędna, jednotorowa, niezelektryfikowana, szerokotorowa linia kolejowa przebiegająca od stacji kolejowej Wielkie Wierzno do kolejowego przejścia granicznego w Braniewie.

## Historia
Linia kolejowa nr 217 powstała pod koniec II wojny światowej. Została zbudowana przez Armię Czerwoną poprzez przekucie na prześwit 1524 mm jednego z dwóch torów Pruskiej Kolei Wschodniej łączącej Królewiec z Elblągiem.
W latach 1945–1946 linia służyła celom wojskowym i wykorzystywana była przez ZSRR do wywozu łupów wojennych z terenu Prus Wschodnich. W latach 1945–1948 eksportowano nią ponadto parowozy montowane z niemieckich części w upaństwowionych zakładach Schichau-Werke, a w latach późniejszych również wagony produkowane w zakładach Cegielskiego w Poznaniu.
W latach 1953–1957 wzdłuż linii na odcinku Bogaczewo – Braniewo został wybudowany na zlecenie Wojska Polskiego przez Przedsiębiorstwo Robót Kolejowych Nr 12 Gdańsk i Kablobeton Warszawa kompleks punktów przeładunkowych wchodzących w skład Stałego Rejonu Przeładunkowego Braniewo, który do 1991 r. dublował Wojskową Bazę Przeładunkową Ministerstwa Obrony ZSRR Mamonowo II.
W okresie zimnej wojny obiekty logistyczne SRP i linia kolejowa były utrzymywane w stałej gotowości na wypadek wojny. Zostały one w pełni wykorzystane do celów militarnych tylko jeden raz, w 1968 r., podczas przerzutu wojsk radzieckich w ramach Operacji Dunaj.
Od lat 60. XX wieku linia kolejowa nr 217 wykorzystywana jest jako towarowa. Do lat 80. XX wieku odgrywała rolę szlaku tranzytowego. Przewożono nią różnego rodzaju ładunki z Niemieckiej Republiki Demokratycznej do Związku Socjalistycznych Republik Radzieckich.

## Linia kolejowa obecnie
W latach 90. XX wieku znaczna część szerokotorowej linii kolejowej łączącej Bogaczewo z Braniewem została rozebrana lub uległa degradacji. W eksploatacji zachowany został tor na odcinku Wielkie Wierzno – Braniewo – Granica Państwa.
Wzdłuż linii znajduje się kilka stacji przeładunkowych i bazy paliw. Największy obecnie czynny terminal przeładunkowy na linii to położony przy granicy z Rosją obiekt logistyczny firmy Chemikals w Siedlisku.

## Galeria

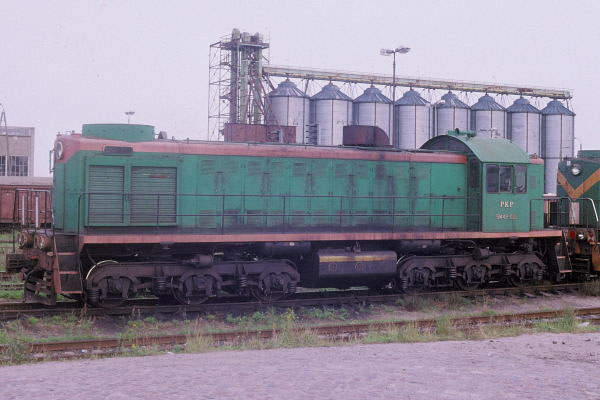
Lokomotywa SM48-021 na stacji w Braniewie
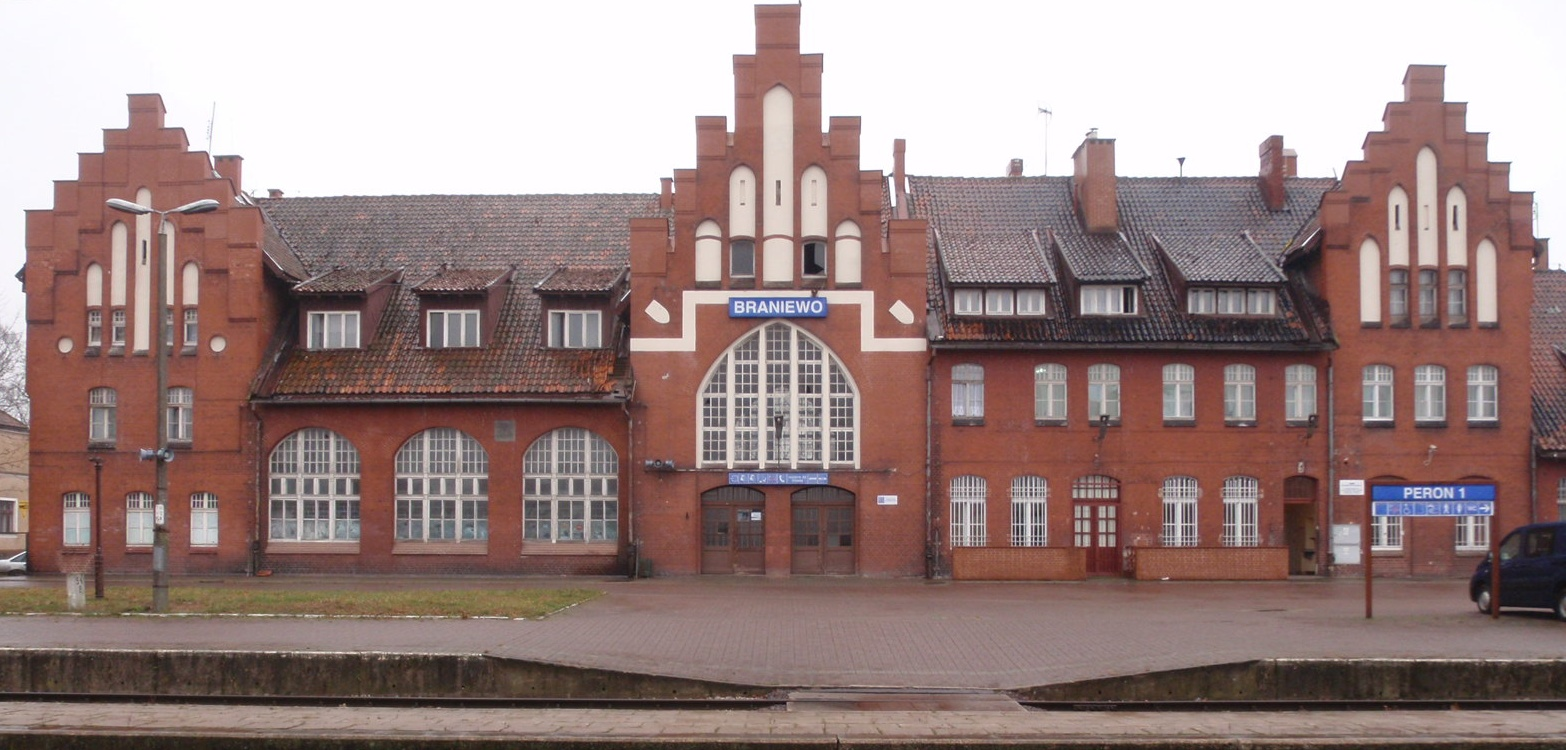
Dworzec kolejowy w Braniewie

## Literatura
- Zbigniew Tucholski: Polskie Koleje Państwowe jako środek transportu wojsk Układu Warszawskiego. Warszawa: Instytut Historii PAN, 2009. ISBN 978-83-7545-035-4. Brak numerów stron w książce